# Dragunow-Scharfschützengewehr
Das Dragunow-Scharfschützengewehr (russisch Снайперская винтовка Драгунова / Snaiperskaja wintowka Dragunowa, SWD für Scharfschützen-Gewehr Dragunow) ist ein von Jewgeni Fjodorowitsch Dragunow auf der Basis des Kalaschnikow-Verschlussmechanismus entwickeltes Selbstladegewehr im Kaliber 7,62 × 54 mm R. Zum Teil wird auch im Deutschen fälschlich die englische Transkription SVD benutzt.
Die Präzision des Dragunow-Gewehrs gilt als durchschnittlich, aber die Waffe selbst als überaus robust. Es ist kein Scharfschützengewehr im Sinne westlicher Militärdoktrin, denn der Dragunow-Schütze ist ein Bestandteil einer militärischen Gruppe (Gruppenscharfschütze) und kein Einzelkämpfer. Seine Funktion ist die Erhöhung der Kampfreichweite der Gruppe von 400 m (effektive Kampfentfernung der Kalaschnikow-Baureihe) auf mindestens 600 m und somit Fernzielbekämpfung mit präzisen, schnell aufeinander folgenden Schüssen, womit es einem Designated Marksman Rifle entspricht.
Das Gewehr wird in der russischen Armee durch das Tschukawin-Scharfschützengewehr ersetzt.

## Funktionsweise
Das Verschlussprinzip des Dragunow basiert auf dem Kalaschnikowverschluss, der für die Randpatrone 7,62 × 54 mm R neu konstruiert wurde. Der Verschlussträger, der Gaskolben und das Gasgestänge bilden – anders als bei der Kalaschnikow – keine bauliche Einheit. Stattdessen betätigt der Kolben den Verschlussträger über einen kurzen Stößel.
Das Dragunow verfügt über einen Gasdruckregler, an dem im Falle einer Verschmutzung durch längeren Gebrauch ein höherer Druck eingestellt werden kann.
Die Waffe hat einen Verschlussfang. Um den Verschlussfang zu lösen, muss der Spannschieber nach hinten gezogen werden.
Ein am hartverchromten Lauf angebrachter Mündungsfeuerdämpfer mit zwei Längsschlitzen unten und drei oben dient der Stabilisierung der Waffe.

## Zubehör

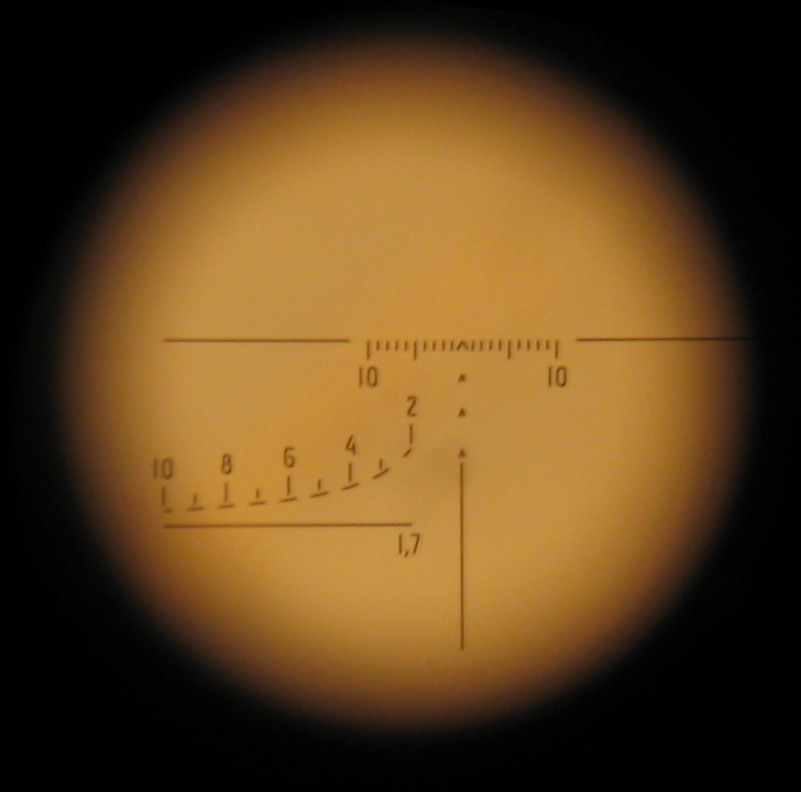
Blick durch das Zielfernrohr

Die Standardvisierung des SWD ist das PSO-1-Zielfernrohr (4×24) mit einer 4-fachen Vergrößerung, 24 mm Objektivdurchmesser und einem Gewicht von 580 g. Im PSO-1 ist ein Reflexvisier und ein passiver Infrarot-Filter eingebaut. Falls das Zielfernrohr ausfällt, lässt sich die feste Kimme-und-Korn-Visierung nutzen, was heute eine Seltenheit unter Scharfschützengewehren ist, im Entwicklungszeitraum und davor jedoch häufig anzutreffen war. Zum Schießen bei Nacht lässt sich das Absehen beleuchten. Dabei beträgt das Sichtfeld 6°. Zur Zeit seiner Entwicklung war dieses Zielfernrohr anderen weit voraus.
Zusätzlich ist eine Entfernungsermittlungshilfe als Strichbild eingebaut. Entfernungen bis 1300 m können ermittelt werden, indem der Schütze die Strichhöhe des zu bekämpfenden Zieles ermittelt. Dabei wird von einer durchschnittlichen Größe des Menschen von 1,70 m ausgegangen.
Weitere Zielfernrohre sind das NSP-3 und das PGN-1. Die Zielfernrohre lassen sich untereinander problemlos austauschen.
Das SWD wird mit einem Bajonett geliefert, das identisch mit dem des AK-47 ist und 450 g wiegt. Das unter dem Lauf angebrachte Bajonett verschlechtert jedoch die Präzision des Gewehres und wird somit höchstens für Paraden oder im Nahkampf genutzt. Mit aufgepflanztem Bajonett beträgt die Gesamtlänge 1370 mm.
Weitere Zubehörteile:
- Magazintaschen
- Trageriemen
- Reinigungsset
- Werkzeuge zur Wartung.

## Varianten

### Russland

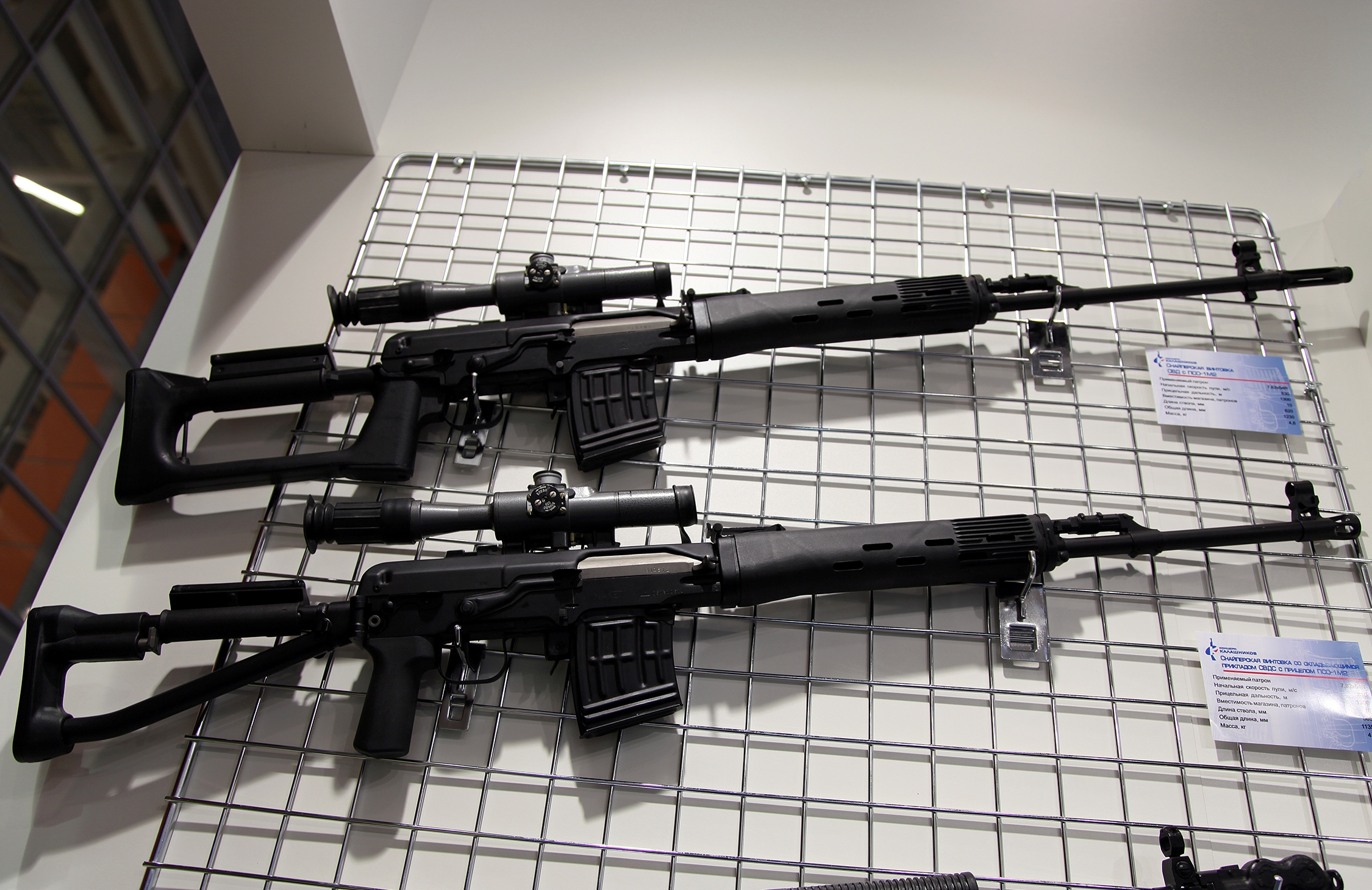
SWD (oben) und SWDS

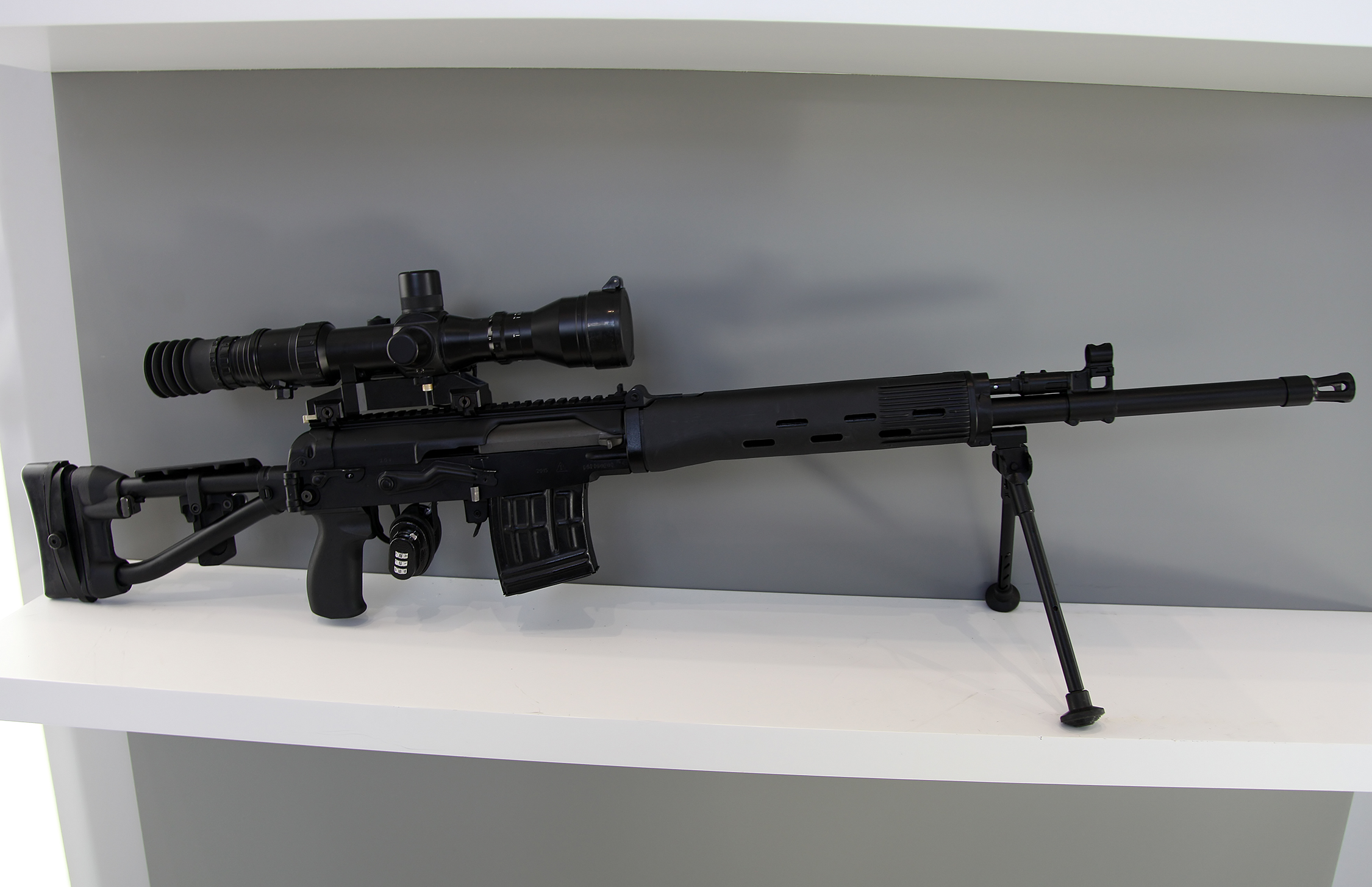
SWDM

Die neueste militärische Variante des SWD ist das SWD-K im Kaliber 9,3 × 64 mm. Es basiert auf dem SWDS, hat also dessen klappbare Schulterstütze und wird standardmäßig mit Zweibein und dem 3-10-fach Zielfernrohr 1P70 ausgeliefert. Es hat eine Gesamtlänge von 1250 mm und soll gegen Ziele hinter Deckungen und ungepanzerte Fahrzeuge eingesetzt werden.

### Andere Staaten

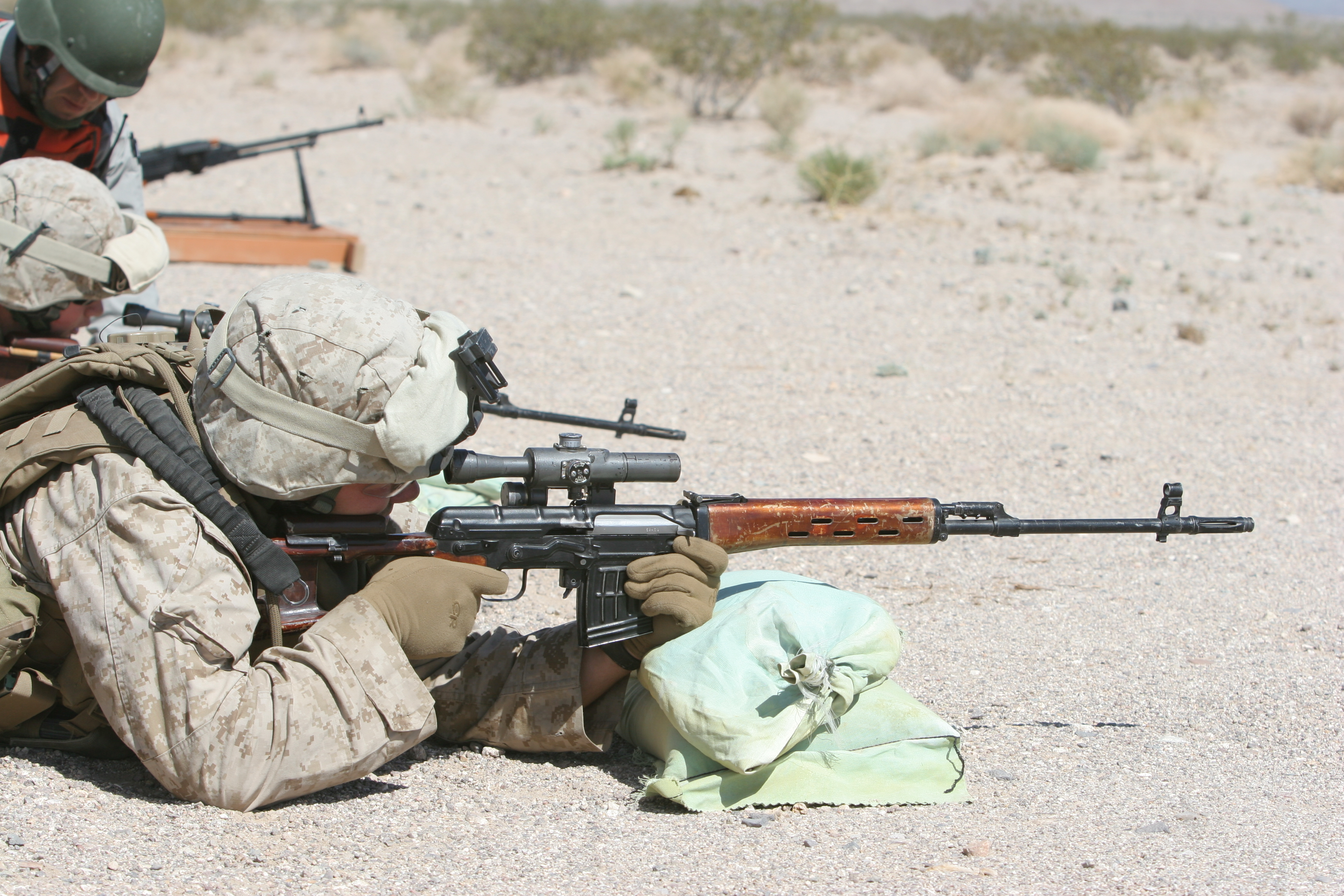
US-Marines bei der Ausbildung am Dragunow im Marine Corps Air Ground Combat Center in Kalifornien. Die Ähnlichkeit des SWD mit der Kalaschnikow dient der Standardisierung der Bedienung.

Das SWD wurde bzw. wird unter anderem in Polen, Bulgarien, Ungarn und China in Lizenz produziert.
In verschiedenen Staaten wurden Modifikationen am Dragunow vorgenommen; so wurden beispielsweise verschiedene Kaliber sowie Wärmesicht-Zielfernrohre eingeführt.

#### Dem SWD optisch ähnliche Waffen
In Jugoslawien wurde unter dem Einfluss des SWD das Scharfschützengewehr Zastava M76 im ehemaligen deutschen Standardkaliber 7,92 × 57 mm entwickelt und produziert. Ebenso wie sein Nachfolgemodell M91 und das in Rumänien produzierte PSL-Scharfschützengewehr ähnelt es äußerlich dem Dragunow, entspricht aber technisch einer Kalaschnikow im Kaliber 7,62 × 54 mm R.
Für den zivilen Markt produziert die rumänische Firma Cugir das PSL unter dem Namen „Dragunov“.

## Nutzerstaaten

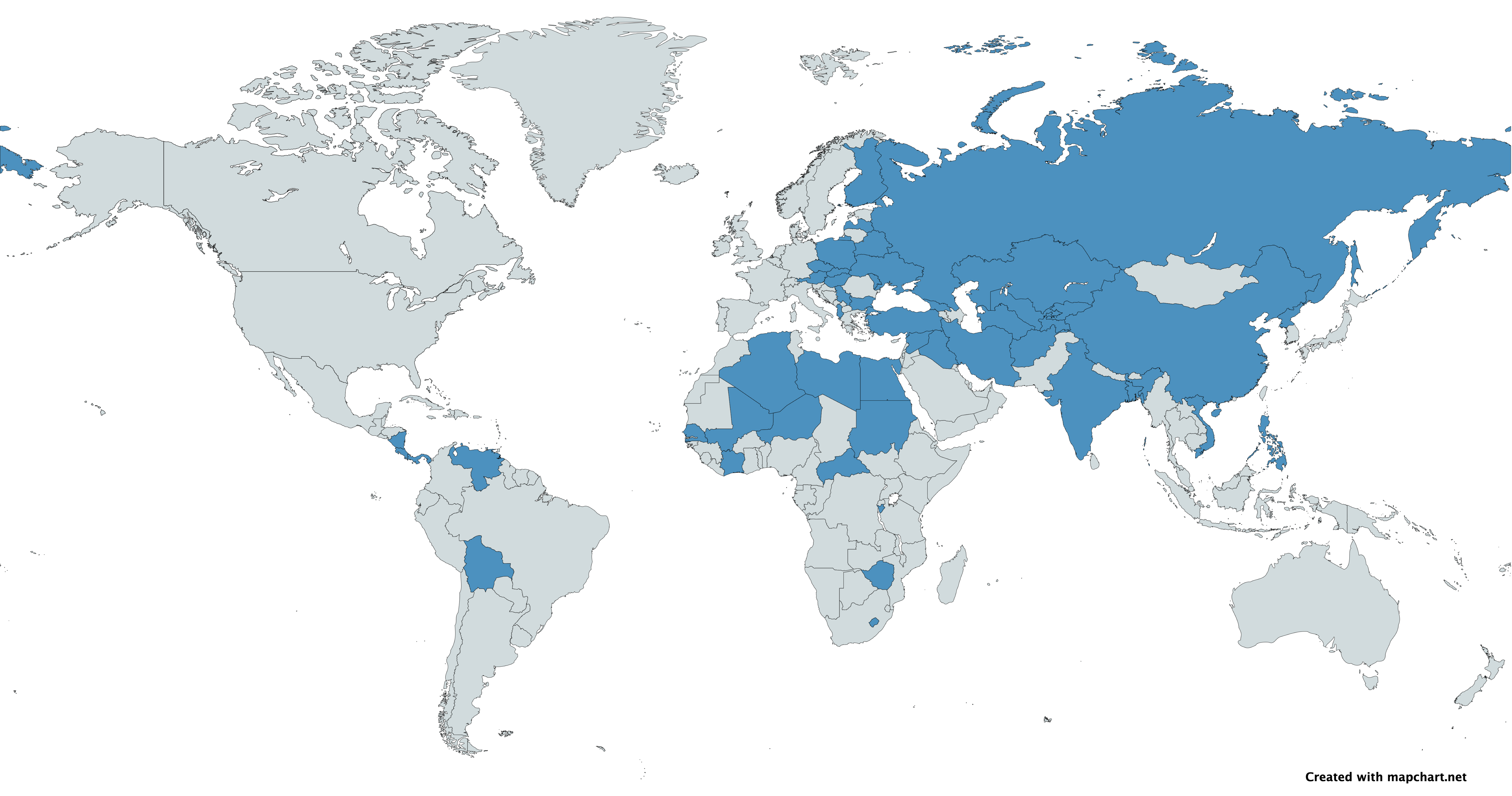
Karte der Nutzerstaaten

Die Waffe wurde 1963 in der Sowjetarmee eingeführt. Außerdem wurde das Gewehr in sämtlichen Staaten des Warschauer Vertrags, China und diversen Entwicklungsländern eingesetzt. Modernisierte Versionen sind bis heute in Produktion und Einsatz.